# První alija

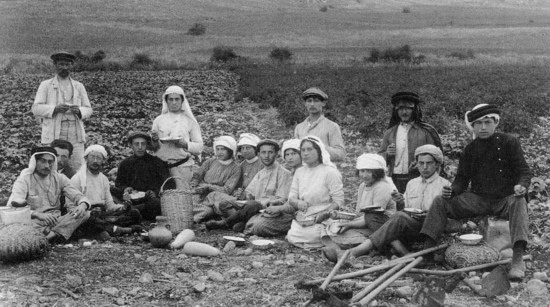
Židovští idealisté z hnutí Bilu s tradičními kefíjami

První alija (hebrejsky: העלייה הראשונה, ha-Alija ha-rišona) byla první moderní židovská imigrační vlna označovaná jako alija. Začala v letech 1881 až 1882 a trvala do roku 1903, přičemž se dělí na dva proudy; první proběhl v letech 1882 až 1884 a druhý v letech 1890 až 1891. Během tohoto období přišlo na území osmanské Palestiny na 25 tisíc až 35 tisíc Židů převážně z oblasti východní Evropy a z menší části z Jemenu (zhruba 2500). Někteří z nich během několika let zemi opustili, neboť podmínky v Palestině nebyly nejsnadnější (přistěhovalci se potýkali s naprosto odlišným klimatem, nemocemi, vysokými daněmi a nepřátelstvím ze strany Arabů). Mezi příčiny první alije se v případě východoevropských Židů řadí pogromy v carském Rusku, protižidovská legislativa a židovský nacionalismus, zatímco v případě jemenských Židů pak mesianistická očekávání.
Během první alije bylo založeno množství zemědělských komunit (například Rišon le-Cijon, Roš Pina a Zichron Ja'akov). Mezi významné mecenáše, kteří darovali prostředky na budování těchto komunit se řadí baron Edmond James de Rothschild. Nedocházelo však pouze k rozvoji zemědělských sídel, ale i ke vzniku a rozvoji městských sídel, a to zejména v případě přístavního města Jaffa či Jeruzaléma. Většina přistěhovalců pocházela ze střední třídy, díky čemuž zvolila život ve městech. Pouze čtvrtina všech přistěhovalců se rozhodla pro život v zemědělských osadách. Významnou událostí tohoto období je též renesance hebrejštiny, o níž se zasloužil především Eliezer Ben Jehuda, a zakládání hebrejských škol.
Bezprostředně na první aliju navazuje druhá alija, která začala roku 1904.